# Nahrstedt
Nahrstedt is een plaats en voormalige gemeente in de Duitse deelstaat Saksen-Anhalt, en maakt deel uit van de Landkreis Stendal.
Nahrstedt ligt ongeveer 12 km ten westen van de stad Stendal, waarvan het sinds 1 januari 2010 een Ortschaft (stadsdeel) is. Direct ten zuiden van het dorp loopt de spoorlijn Berlijn - Lehrte, en nog iets verder zuidelijk de Bundesstraße 188.
In het verleden, tot 1843, hebben bij Nahrstedt enige hunebedden gestaan, gebouwd door dragers van de trechterbekercultuur uit het Neolithicum. Uit de Bronstijd dateren enige in de omgeving van Nahrstedt gevonden artefacten, die in collecties van musea in de omgeving zijn opgenomen.
In de 20e eeuw heeft dichtbij Nahrstedt een gehucht met de naam Ziegelei bestaan, rondom een, intussen niet meer bestaande, baksteenfabriek. Nahrstedt is altijd overwegend een boerendorp geweest. Na de Tweede Wereldoorlog werd een kleine nieuwbouwwijk gerealiseerd, waar mensen met een baan buiten het dorp wonen. 

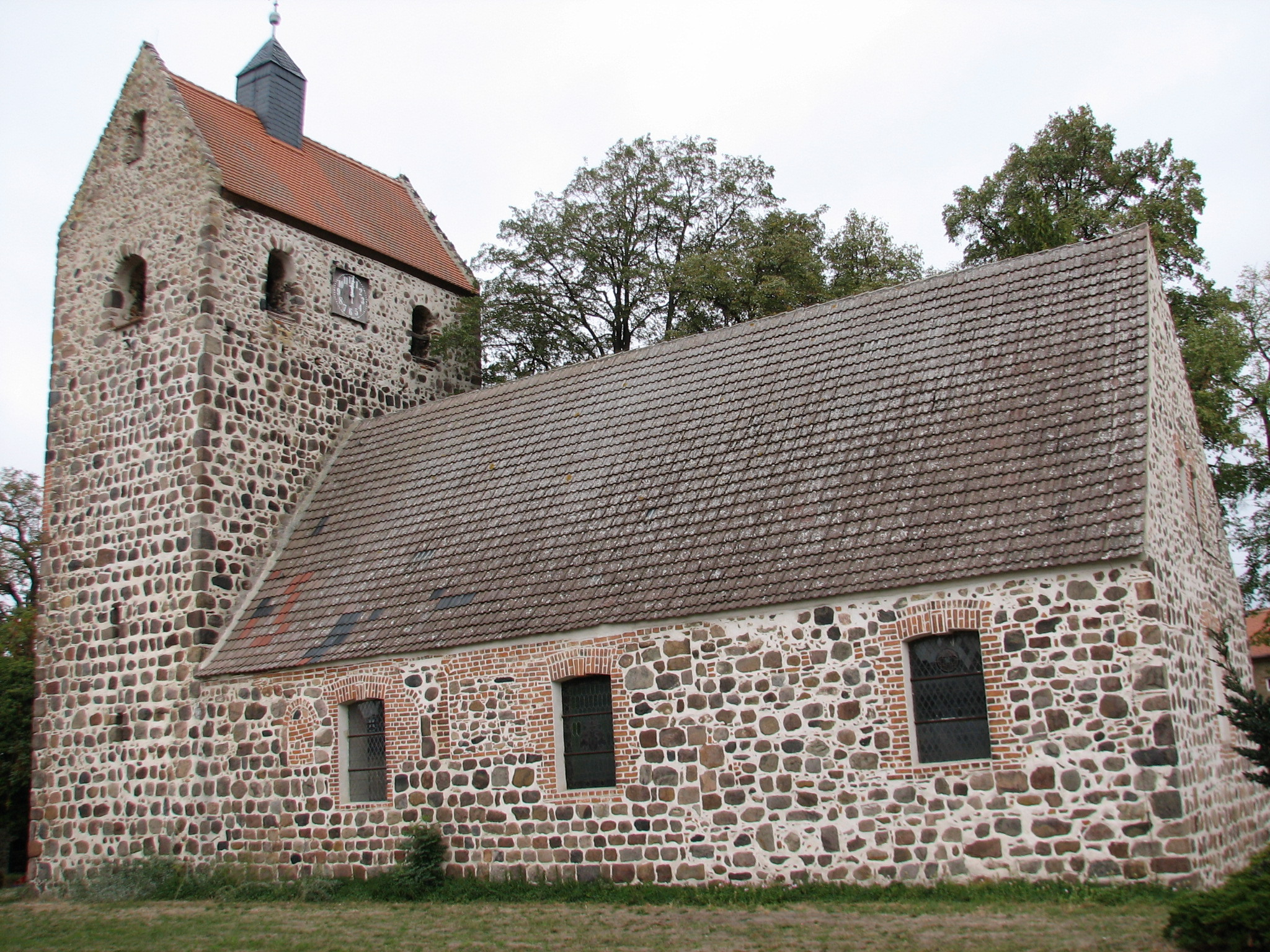
Dorpskerk van Nahrstedt (midden 13e eeuw)